# Форд (округ, Техас)
Округ Форд (Фоурд, англ. Foard County) расположен в США, штате Техас. Официально образован в 1891 году из участков округов Котл, Хардемен, Кинг и Нокс, и назван в честь Роберта Леви Форда — прокурора и солдата в гражданской войне. По состоянию на 2000 год, численность населения составляла 1622 человека. Окружным центром является город Кроуэлл.
Округ Форд входил в число 46 округов Техаса с действующим сухим законом или ограничениями на продажу спиртных напитков. В мае 2006 года жители округа на референдуме проголосовали за отмену и снятие таковых ограничений.

## География
По данным Бюро переписи США, общая площадь округа равняется 1833 км², из которых 1830 км² суша и 3 км² или 0,14% это водоёмы.

### Соседние округа
- Бейлор (юго-восток)
- Кинг (юго-запад)
- Котл (запад)
- Нокс (юг)
- Уилбаргер (восток)
- Хардемен (север)

## Демография
По данным переписи населения 2000 года в округе проживало 1622 жителей, в составе 664 хозяйств и 438 семей. Плотность населения была менее 1 человека на 1 квадратный километр. Насчитывалось 850 жилых дома, при плотности покрытия менее 1 постройки на 1 квадратный километр. По расовому составу население состояло из 4,16% белых, 3,27% чёрных или афроамериканцев, 0,62% коренных американцев, 0,18% азиатов, 10,23% прочих рас, и 1,54% представители двух или более рас. 16,34% населения являлись испаноязычными или латиноамериканцами.
Из 664 хозяйств 29,1% воспитывали детей возрастом до 18 лет, 54,1% супружеских пар живущих вместе, в 9,5% семей женщины проживали без мужей, 34% не имели семей. На момент переписи 31,8% от общего количества жили самостоятельно, 19,3% лица старше 65 лет, жившие в одиночку. В среднем на каждое хозяйство приходилось 2,38 человека, среднестатистический размер семьи составлял 3,02 человека.
Показатели по возрастным категориям в округе были следующие: 25,8% жители до 18 лет, 5,8% от 18 до 24 лет, 22,3% от 25 до 44 лет, 22,9% от 45 до 64 лет, и 23,1% старше 65 лет. Средний возраст составлял 42 года. На каждых 100 женщин приходилось 86,4 мужчины. На каждых 100 женщин в возрасте 18 лет и старше приходилось 85,1 мужчины.
Средний доход на хозяйство в округе составлял 25 813 $, на семью — 34 211 $. Среднестатистический заработок мужчины был 21 852 $ против 16 450 $ для женщины. Доход на душу населения был 14 799 $. Около 9,9% семей и 14,3% общего населения находились ниже черты бедности. Среди них было 14,5% тех кому ещё не исполнилось 18 лет, и 16,2% тех кому было уже больше 65 лет.

## Политическая ориентация
На президентских выборах 2008 года Джон Маккейн получил 60,78% голосов избирателей против 36,8% у демократа Барака Обамы.
В Техасской палате представителей округ Форд числится в составе 68-го района. Интересы округа представляет республиканец Рик Хардкасл из Вернона.

## Населённые пункты

### Города
- Кроуэлл

### Немуниципальные территории
- Талия

## Образование
Большую часть жителей Форда обслуживает школьный округ Кроуэлл.